# Gaëtan Llorach
Gaëtan Llorach (ur. 16 stycznia 1974 w Saint-Martin-d’Hères) – francuski narciarz alpejski, czterokrotny medalista mistrzostw świata juniorów.

## Kariera
Po raz pierwszy na arenie międzynarodowej Gaëtan Llorach pojawił się w 1991 roku, startując na mistrzostwach świata juniorów w Geilo. Jego najlepszym wynikiem było tam czwarte miejsce w supergigancie, w którym walkę o podium przegrał ze Szwajcarem Bruno Kernenem. Na rozgrywanych rok później mistrzostwach świata juniorów w Mariborze wywalczył brązowy medal w kombinacji, ulegając tylko Tobiasowi Hellmanowi ze Szwecji i Szwajcarowi Didierowi Plaschy’emu. Największe sukcesy osiągnął jednak na mistrzostwach świata juniorów w Montecampione w 1993 roku, gdzie zdobył trzy medale. Zwyciężył w zjeździe i kombinacji, a w slalomie był drugi za Chipem Knightem z USA.
W zawodach Pucharu Świata zadebiutował 29 stycznia 1994 roku w Chamonix, zajmując 58. miejsce w zjeździe. Pierwsze pucharowe punkty wywalczył blisko rok później, 22 stycznia 1995 roku w Wengen, zajmując dwunaste miejsce w kombinacji. Najlepsza lokatę w zawodach tego cyklu wywalczył 19 stycznia 2003 roku w Wengen, zajmując czwarte miejsce w tej konkurencji. Walkę o podium przegrał tam z Norwegiem Lasse Kjusem o jedną sekundę. Najlepsze wyniki osiągnął w sezonie 2001/2002, kiedy w klasyfikacji generalnej zajął 68. miejsce, a w klasyfikacji kombinacji był ósmy. W 2002 roku wystartował w kombinacji na igrzyskach olimpijskich w Salt Lake City, jednak nie ukończył rywalizacji. Był też między innymi dziewiąty w tej samej konkurencji podczas mistrzostw świata w Sankt Moritz w 2003 roku. Dwukrotnie zdobywał medale mistrzostw Francji, zajmując trzecie miejsce w slalomie w latach 1997 i 2004. W 2007 roku zakończył karierę.

## Osiągnięcia

### Igrzyska olimpijskie
| Miejsce | Dzień     | Rok  | Miejscowość    | Konkurencja | Czas biegu  | Strata | Zwycięzca  |
| ------- | --------- | ---- | -------------- | ----------- | ----------- | ------ | ---------- |
| DNF     | 13 lutego | 2002 | Salt Lake City | Kombinacja  | 3:17,56 min | –      | Lasse Kjus |

### Mistrzostwa świata
| Miejsce | Dzień     | Rok  | Miejscowość          | Konkurencja | Czas biegu  | Strata  | Zwycięzca   |
| ------- | --------- | ---- | -------------------- | ----------- | ----------- | ------- | ----------- |
| 26.     | 10 lutego | 2001 | St. Anton am Arlberg | Slalom      | 1:39,66 min | +6,51 s | Mario Matt  |
| 9.      | 6 lutego  | 2003 | Sankt Moritz         | Kombinacja  | 3:18,41 min | +2,34 s | Bode Miller |

### Mistrzostwa świata juniorów
| Miejsce | Dzień       | Rok  | Miejscowość   | Konkurencja | Czas biegu  | Strata  | Zwycięzca          |
| ------- | ----------- | ---- | ------------- | ----------- | ----------- | ------- | ------------------ |
| 4.      | 8 kwietnia  | 1991 | Geilo         | Supergigant | 1:27,16 min | +0,91 s | Jure Košir         |
| 61.     | 11 kwietnia | 1991 | Geilo         | Zjazd       | 1:05,48 min | +4,11 s | Ivan Bormolini     |
| 15.     | 14 kwietnia | 1991 | Geilo         | Slalom      | 1:33,29 min | +3,29 s | Casey Puckett      |
| 28.     | 25 lutego   | 1992 | Maribor       | Zjazd       | 1:19,48 min | +1,60 s | Michael Makar      |
| 18.     | 26 lutego   | 1992 | Maribor       | Supergigant | 1:08,11 min | +1,65 s | Tobias Hellman     |
| 7.      | 28 lutego   | 1992 | Maribor       | Gigant      | 2:04,26 min | +1,60 s | Michel Stuffer     |
| 10.     | 1 marca     | 1992 | Maribor       | Slalom      | 1:13:55 min | +1,85 s | Tobias Hellman     |
| 3.      | 1 marca     | 1992 | Maribor       | Kombinacja  | ?           | ?       | Tobias Hellman     |
| 5.      | 2 marca     | 1993 | Montecampione | Supergigant | 1:38,79 min | +1,02 s | Massimiliano Iezza |
| 1.      | 4 marca     | 1993 | Montecampione | Zjazd       | 1:28,27 min | -       | -                  |
| 6.      | 5 marca     | 1993 | Montecampione | Gigant      | 2:06,45 min | +1,89 s | Josef Strobl       |
| 2.      | 6 marca     | 1993 | Montecampione | Slalom      | 2:06,45 min | +0,18 s | Chip Knight        |
| 1.      | 7 marca     | 1993 | Montecampione | Kombinacja  | ?           | -       | -                  |

### Puchar Świata

#### Miejsca w klasyfikacji generalnej
- sezon 1994/1995: 97.
- sezon 1997/1998: 127.
- sezon 1998/1999: 136.
- sezon 2000/2001: 83.
- sezon 2001/2002: 68.
- sezon 2002/2003: 87.
- sezon 2006/2007: 111.

#### Miejsca na podium
Llorach nie stawał na podium zawodów PŚ.